# Electronic Entertainment Expo
Electronic Entertainment Expo, ofta förkortat som E3, var tidigare världens största datorspelsmässa. Med undantag för två år i slutet av 1990-talet (då mässan hölls i Atlanta) hölls mässan varje år sedan 1995 i Los Angeles Convention Center, Los Angeles. Vanligtvis hölls mässan den andra veckan i juni. Mässan fungerade som en årlig lägesrapport av den västerländska och japanska spelmarknaden där långsiktiga projekt fick visa hur långt de har kommit och en del nya projekt visades. Mässan hade 2005 cirka 70 000 besökare.
Efter ett uppehåll 2020 under covid-19-pandemin, återkom mässan 2021 i en digital version. Detta var sista gången E3 hölls, då planerna att återuppliva mässan under 2022 och 2023 gick i stöpet.